# Alain Deschamps
 (juin 2008).
Si vous disposez d'ouvrages ou d'articles de référence ou si vous connaissez des sites web de qualité traitant du thème abordé ici, merci de compléter l'article en donnant les références utiles à sa vérifiabilité et en les liant à la section « Notes et références ».
Pour les articles homonymes, voir Deschamps et Alain Deschamps (homonymie).
Alain Deschamps, né le 18 juillet 1928 à Manakara (Madagascar) et mort le 31 décembre 2022 à  Bois-le-Roi (Seine-et-Marne), est un fonctionnaire, diplomate et administrateur colonial français.

## Biographie
Fils de Hubert Deschamps, Alain Deschamps a passé la majeure partie de sa petite enfance avec ses grands-parents à Royan (Charente-Maritime). De 1941 à 1944, il séjourne avec son père, gouverneur de la Côte-d’Ivoire, puis du Sénégal et ensuite à Rabat. Il suit ses études secondaires au lycée Faidherbe de Saint-Louis, au Sénégal, au lycée Gouraud de Rabat et au lycée Fontanes de Niort. En 1946-1947, il prépare l’École nationale de la France d'outre-mer (ENFOM) au lycée Louis-le-Grand. Il est reçu au concours dans la promotion 1947.
Il est licencié en droit, diplômé de l’ENFOM, section Indochine, et de l’École nationale des langues orientales vivantes (ENLOV) en cambodgien.
Il a trois enfants : Francis, Isabelle et Denis Deschamps.
En 1950, reçu au concours des élèves aspirants de réserve interprètes du chiffre de la Marine, il se porte volontaire pour l’Indochine.  Il est aspirant à la division navale d’Extrême-Orient à Saïgon. Il embarque sur l’aviso Commandant Bory, puis est démobilisé sur place.

### Administrateur colonial
(septembre 2008).
Il est élève-administrateur de la France d'outre-mer au Laos de 1951 à 1954 : premier adjoint du délégué du haut-commissaire à Luang Prabang jusqu’en 1953, puis délégué à Xieng Khouang.
De 1954 à 1959, il est à Madagascar, au cabinet du chef de province de Tananarive, chef du poste administratif de Faratsiho, puis chef du cabinet du chef de province de Majunga.

### Diplomate
En 1959, Alain Deschamps intègre le ministère des Affaires étrangères comme secrétaire du cadre d’Orient. Il va être consul puis premier secrétaire à l'ambassade à Dar es Salam (Tanganyika) de 1961 à 1963. Jusqu'en 1967, il est premier secrétaire à l’ambassade à Bangkok et représentant permanent de la France à la Commission économique des Nations unies pour l’Asie et l'Extrême-Orient. Jusqu'en 1971, il travaille à la représentation permanente de la France auprès de l'ONU à New York avant d'être conseiller d’ambassade à Saïgon (Sud Vietnam) jusqu’en 1973.
Il reste à l'administration centrale de 1974 à 1979, puis devient premier conseiller à l'ambassade de France à Athènes jusqu'en 1983. Il est ambassadeur à Moroni (Comores) jusqu'en 1987, puis au Burkina Faso. Il prend sa retraite en juillet 1993 avec le titre de ministre plénipotentiaire hors classe.
En 1993, il est représentant spécial de la France en Somalie, pendant l'opération Restore Hope, puis médiateur entre le gouvernement du Niger et la rébellion touarègue en 1995. De 1996 à 1998, il effectue plusieurs missions à Bamako et Kayes sur les questions de l'immigration malienne en France.

## Publications
Après sa retraite, Alain Deschamps a publié plusieurs ouvrages :
- Somalie 93. Première offensive humanitaire, L’Harmattan, 2000, sur le site de l'éditeur.
- Niger 95. Révolte touarègue : du cessez-le-feu provisoire à la paix définitive, L'Harmattan, 2000, 162 p., sur le site de l'éditeur.
- Burkina Faso (1987-92) - Le pays des hommes intègres, L'Harmattan, 2001, 174 p., site de l'éditeur.
- Article dans Clauzel (Jean), La France d'outre-mer (1930-1960). Témoignages d'administrateurs et de magistrats Karthala, 2003, 880 p., site de l'éditeur.
- La diplomatie sans larmes : souvenirs plutôt plaisants d'un agent du Quai d'Orsay, Paris, Mémoires d'Hommes,  2004, 203 p.
- Fins de partie : Indochine - Madagascar - Mali, Paris, Marsouins et méharistes, 2004, 151 p.
- Les Comores d'Ahmed Abdallah : mercenaires, révolutionnaires et cœlacanthe, Karthala, 2005, 192 p., sur le site de l'éditeur.

## Décorations
- Officier de la Légion d'honneur
- Commandeur de l'ordre national du Mérite
- Chevalier de l'ordre du Mérite agricole
- Commandeur de l'ordre de l’Étoile d’Anjouan
- Commandeur de l'ordre national du Niger
- Chevalier de l'Ordre du Million d'Éléphants et du Parasol blanc (Laos)